# 蝠鲼属
蝠鲼又稱魔鬼魚，体长可达8米，重达1吨以上，身体扁平，有强大的胸鳍，类似翅膀，在海洋中巡游，胸鳍前有两个薄、窄、似耳朵的突起，可以向口中收集食物，牙齿细小，主要以浮游生物和小鱼为食，经常在珊瑚礁附近巡游觅食，性情温和。在分類上，蝠鱝科（Mobulidae）仍在研究，有時它會獨立成科，但大多數和鱝科的魚合併在一起。
蝠鱝的外形類似鬼蝠魟(Manta)，在2017年之前被分為兩個不同的屬，前者為蝠鱝屬（Mobula）後者為前口蝠鱝屬（Manta），2017年後經過ＤＮＡ檢測確認兩生物同為蝠鱝屬（Mobula）。
蝠鱝俗作膨魚，膨魚鰓就是蝠鱝的鰓。坊间盛传“膨鱼鳃是一种万灵药”，然而根据参考资料并非如此。

## 種
目前辨認出九個種：
- 前口蝠鲼 Mobula alfredi (Krefft, 1868)
- 双吻前口蝠鲼 Mobula birostris
- 侏儒蝠鱝 Mobula eregoodootenkee ，短尾蝠鲼
- 下口蝠鱝 Mobula hypostoma IUCN评级濒危。
- 日本蝠鱝 Mobula japanica IUCN评级近危。
- 庫氏蝠鱝 Mobula kuhlii ，短鳍蝠鲼
- 无刺蝠鲼 Mobula mobular
- 芒基蝠鱝 Mobula munkiana ，芒基蝠鲼
- 羅切氏蝠鱝 Mobula rochebrunei ，小几内亚蝠鲼
- 褐背蝠鱝 Mobula tarapacana ，IUCN评级濒危。
- 印度蝠鱝 Mobula thurstoni ，IUCN评级濒危。

## 保育狀況
本属所有种均被列為《瀕危野生動植物種國際貿易公約》附錄二的物種，被限制出口及貿易。

## 圖集

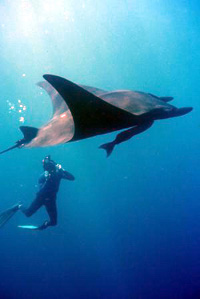
太平洋蝠鲼
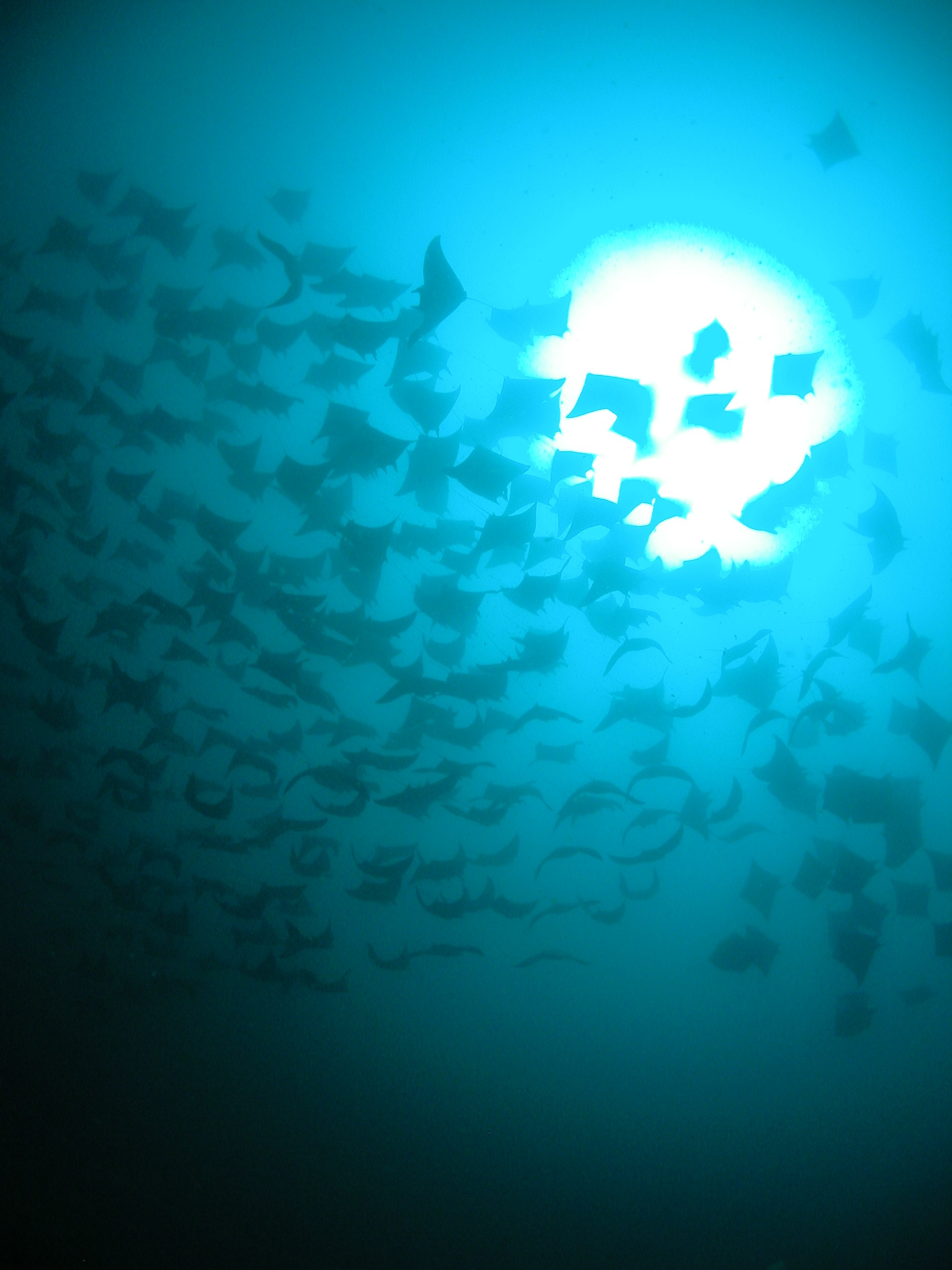
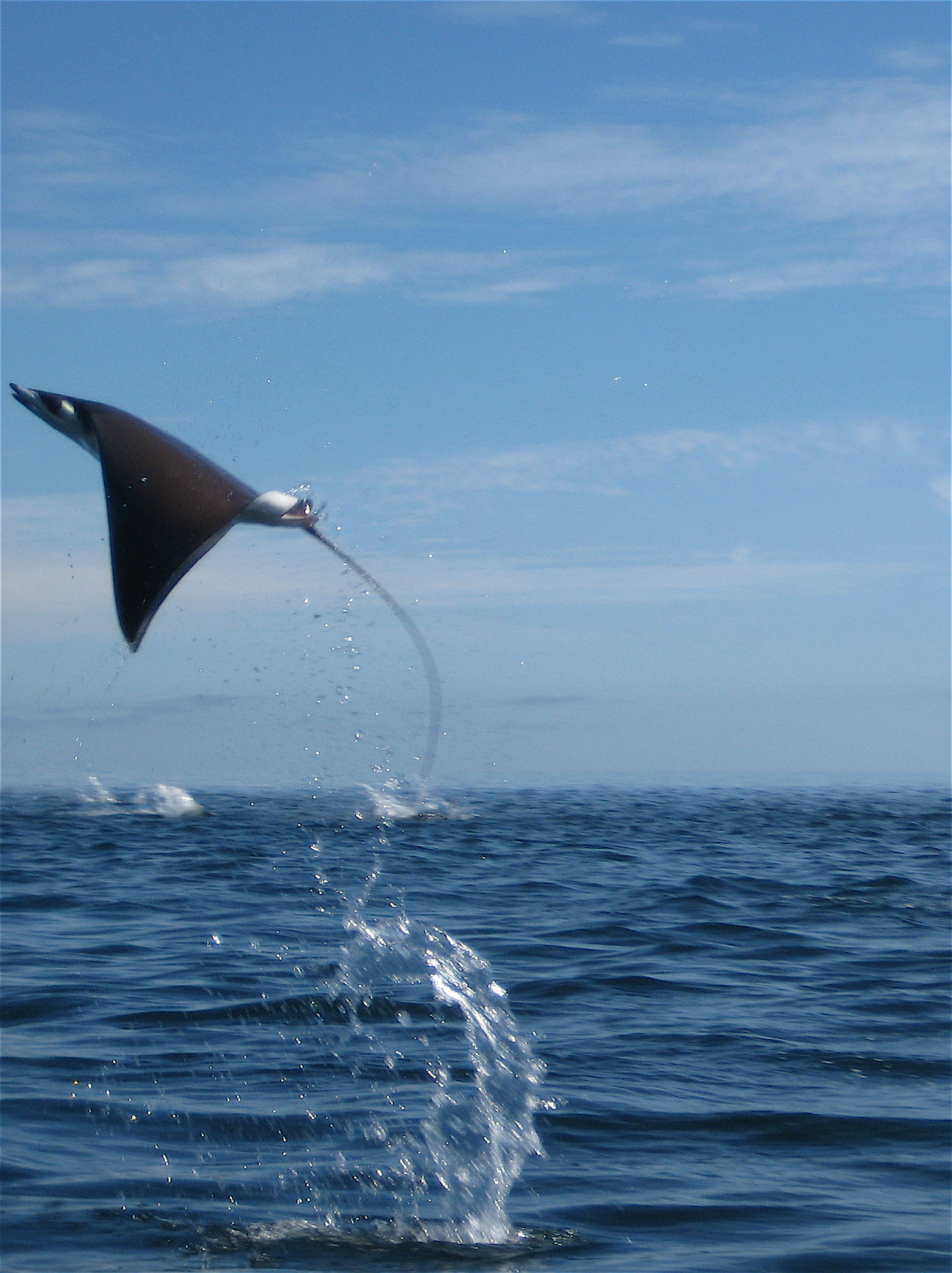
海面上跳躍
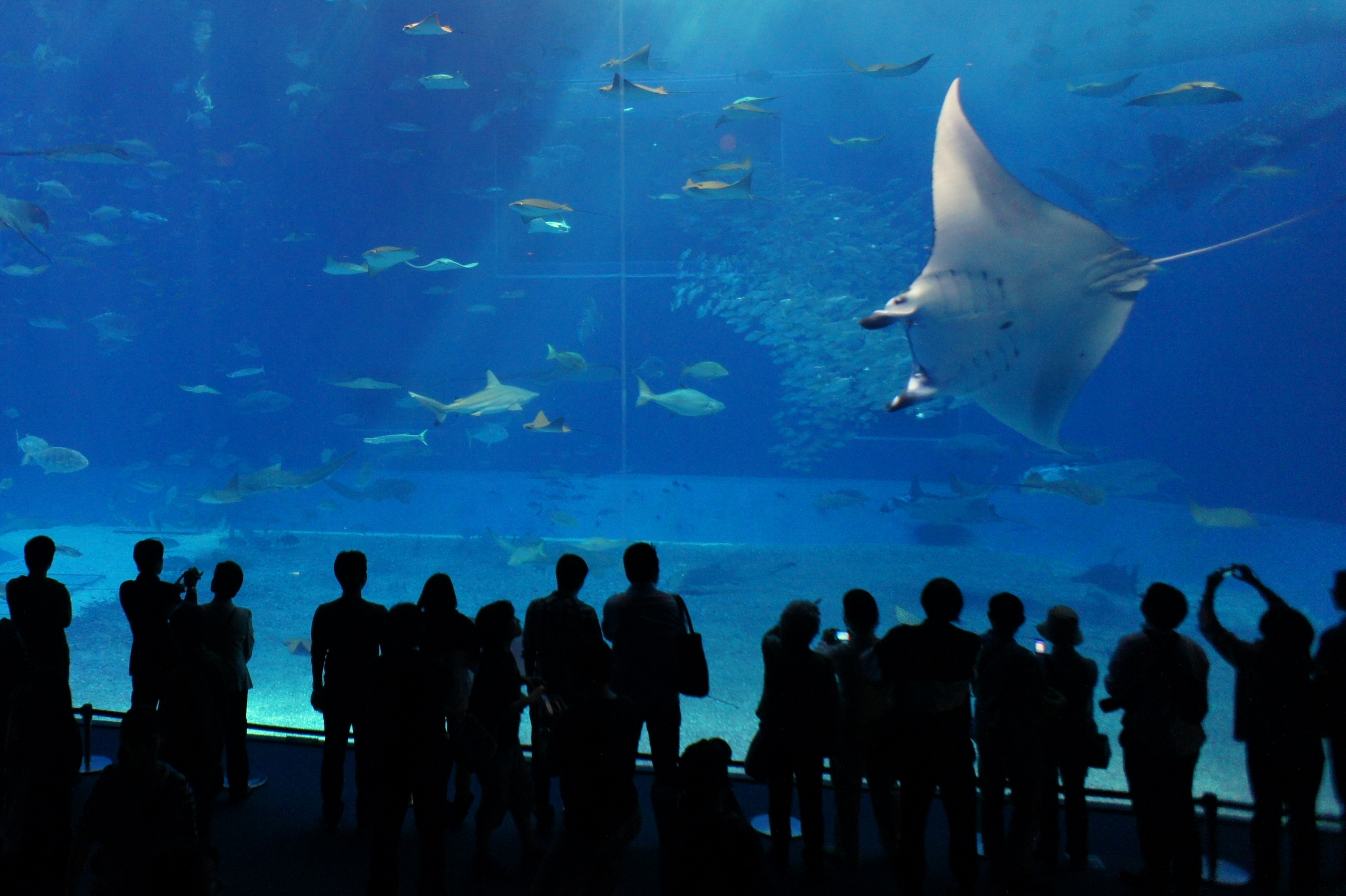
沖繩美麗海水族館的蝠鱝
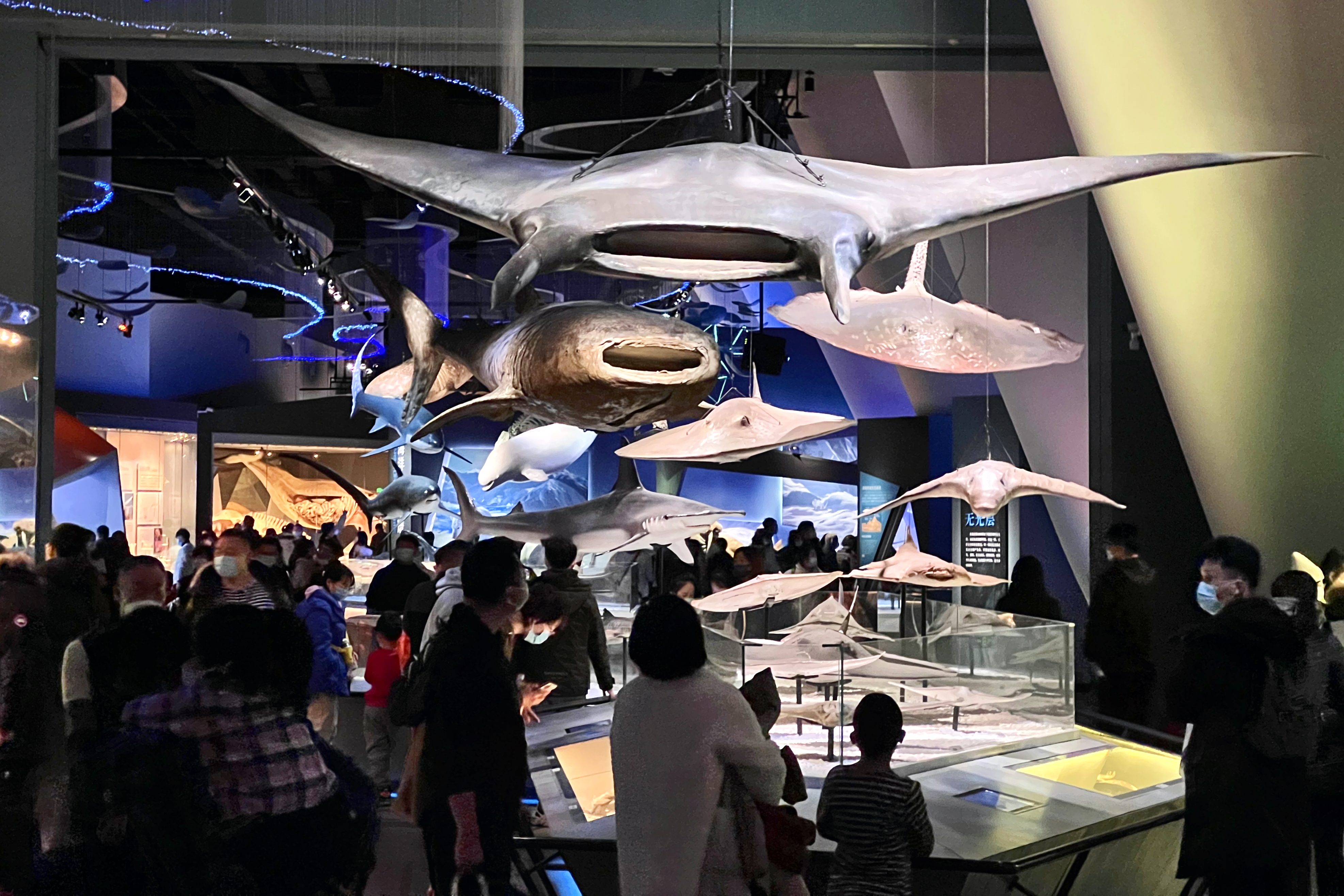
中国国家海洋博物馆的蝠鲼、鲸鲨等海洋动物标本

## 外部連結
- （英文）The Flying Mobulas of the Sea of Cortez